# Guyana Mayors Cup
Guyana Mayors Cup – coroczne rozgrywki piłkarskie w Gujanie.
Turniej jest organizowany od 1999 roku. Występują również informacje, iż rozgrywki rozpoczęły się w 1985 roku, jednak nie zostały one oficjalnie potwierdzone. Jest to najbardziej prestiżowy puchar w Gujanie, jeśli chodzi o turnieje, w których występują jedynie gujańskie drużyny. W edycji 2002/2003 finał między zespołami Camptown i Pele został przerwany przy stanie 3–0 w 30. minucie z powodu wtargnięcia kibiców na murawę. Sędzia nie wznowił później spotkania, natomiast GFF zdecydował nie rozgrywać go ponownie w innym terminie i równo podzielił nagrody pieniężne między obu finalistów. Mecz nie jest uznawany w statystykach turnieju.

## Wyniki
| Sezon     | Zwycięzca            | Finał        | Drugie miejsce   |
| --------- | -------------------- | ------------ | ---------------- |
| 1998/1999 | Real Victoria Kings  | 2–0          | Thomas United    |
| 1999/2000 | Fruta Conquerors     | 2–1          | Beacon United    |
| 2000/2001 | Fruta Conquerors     | 0–0 (1–0 k.) | Santos           |
| 2001/2002 | Thomas United        | 1–0          | Camptown         |
| 2002/2003 | Camptown             | –            | Pele             |
| 2003/2004 | Camptown             | 0–0 (4–2 k.) | Fruta Conquerors |
| 2004/2005 | Pele                 | 3–0          | Western Tigers   |
| 2005/2006 | Fruta Conquerors     | 3–2          | Western Tigers   |
| 2006/2007 | Pele                 | 2–1          | Fruta Conquerors |
| 2007/2008 | Alpha United         | 4–3          | Fruta Conquerors |
| 2008/2009 | Pele                 | 1–1 (4–2 k.) | Alpha United     |
| 2009/2010 | Guyana Defence Force | 0–0 (6–5 k.) | Santos           |
| 2011      | Camptown             | 2–0          | Fruta Conquerors |
| 2013      | Alpha United         | 1–0          | Slingerz         |

## Statystyki
| Klub                 | Zwycięstwa | Drugie miejsca |
| -------------------- | ---------- | -------------- |
| Fruta Conquerors     | 3          | 4              |
| Pele                 | 3          | 0              |
| Camptown             | 2          | 1              |
| Alpha United         | 2          | 1              |
| Thomas United        | 1          | 1              |
| Real Victoria Kings  | 1          | 0              |
| Guyana Defence Force | 1          | 0              |
| Santos               | 0          | 2              |
| Western Tigers       | 0          | 2              |
| Beacon United        | 0          | 1              |
| Slingerz             | 0          | 1              |